# Bratschenköpfe
Die Bratschenköpfe, bestehend aus Großem Bratschenkopf (2857 m ü. A.) und Kleinem Bratschenkopf (2686 m ü. A.), sind zwei Gipfel im Hochkönigstock in den Berchtesgadener Alpen. Sie liegen im Bezirk St. Johann im Pongau im österreichischen Land Salzburg.
Der Große Bratschenkopf ist weglos von Norden vom Übergang vom Arthurhaus zum Matrashaus erreichbar (unschwierig). Vom gleichen Weg ist der östlich gelegene Kleine Bratschenkopf zu besteigen (Schwierigkeitsgrad I).
Durch die Südwand des Großen Bratschenkopfs führt die Kletterroute „Freier als Paul Preuß“ von Albert Precht (Erstbegehung 1986 Free Solo, Schwierigkeitsgrad VII, Wandhöhe 900 Meter).